# Wadiasaurus
Wadiasaurus is een geslacht van uitgestorven synapsiden uit het Midden-Trias. Het behoort tot de familie Kannemeyeriidae van de suborde Dicynodonta. Er is één soort bekend, Wadiasaurus indicus.
Fossielen van Wadiasaurus zijn gevonden in de Yerrapalliformatie, Pranhita-Godavari-vallei, India. Gezien het grote aantal beenderen op deze locatie wordt verondersteld dat dit dier in kuddes leefde. Wadiasaurus was net als zijn verwanten een herbivoor.